# Robert Veyron-Lacroix
Robert Veyron-Lacroix (* 13. Dezember 1922 in Paris; † 3. April 1991 in Garches) war ein französischer Cembalist und Pianist.

## Leben und Wirken
Robert Veyron-Lacroix studierte am Pariser Konservatorium, wo er von 1967 bis 1988 unterrichtete. Vorher lehrte er an der Schola Cantorum in Paris. Bekannt wurde Veyron-Lacroix vor allem als Partner des Flötisten Jean-Pierre Rampal, mit dem er in den vierzig Jahren der Zusammenarbeit weltweit auftrat und zahlreiche Platten einspielte, von denen fünf mit dem Grand Prix du Disque ausgezeichnet wurden. Daneben arbeitete er auch u. a. mit Paul Tortelier, Arthur Grumiaux, Jordi Savall und mit Jean-François Paillard und dessen Orchester spielte er sämtliche die Cembalokonzerte von Johann Sebastian Bach ein. 
Sein Repertoire umfasste neben Barockkomponisten wie Bach, Telemann, Couperin und Rameau auch die kammermusikalischen Werke von Haydn, Beethoven und Schubert, von Poulenc, Hindemith, Martinů und Bartók.

## Uraufführungen
1960 spielte Veyron-Lacroix die Uraufführung des Cembalokonzertes von Jean Françaix, 1966 die Variations sur un thème de Rameau von Jean-Michel Damase und 1966 das Cembalokonzert von Darius Milhaud. Weitere Uraufführungen galten der Sonate für Flöte und Cembalo von André Jolivet, 1958 und 1961 Carillons von Maurice Ohana.

## Veröffentlichung
1955 veröffentlichte Robert Veyron-Lacroix das Buch „Recherche de musique ancienne“ (Erforschung der Alten Musik).

## Weblink
- Offizielle Website der Robert Veyron-Lacroix Gesellschaft (in französischer und englischer Sprache)

| Personendaten    | Personendaten                       |
| ---------------- | ----------------------------------- |
| NAME             | Veyron-Lacroix, Robert              |
| KURZBESCHREIBUNG | französischer Cembalist und Pianist |
| GEBURTSDATUM     | 13. Dezember 1922                   |
| GEBURTSORT       | Paris                               |
| STERBEDATUM      | 3. April 1991                       |
| STERBEORT        | Garches                             |